# Мадил (Оклахома)
Мадил (енгл. Madill) град је у америчкој савезној држави Оклахома.

## Демографија
По попису из 2010. године број становника је 3.770, што је 360 (10,6%) становника више него 2000. године.
| Група             | 2000.         | 2010.         |
| Белци             | 2.096 (61,5%) | 1.958 (51,9%) |
| Афроамериканци    | 206 (6,0%)    | 167 (4,4%)    |
| Азијати           | 9 (0,3%)      | 18 (0,5%)     |
| Хиспаноамериканци | 715 (21,0%)   | 1.248 (33,1%) |
| Укупно            | 3.410         | 3.770         |